# Нахско-дагестански езици
Нахско-дагестанските езици са разпространени предимно в източната част на Кавказ (Дагестан, Чечня и Ингушетия), отчасти в Азербайджан, Грузия, Турция.
Делят се на няколко групи, родството между които не е напълно изяснено.
- Нахски езици:
  - Чечено-Ингушки езици
    - чеченски език
      - акинско-орстхойско наречие

    - ингушки език

  - бацбийски език
- Аваро-Андски езици
  - Аварски език
  - Андийски езици
    - Андийски език
    - Ахвахски език
    - Каратиснки език
    - Ботлихски език
    - Годоберски език
    - Багвалински език
    - Тиндински език
    - Чамалински език
- Цезки езици(Дидойкски)
  - Западноцезки езици
    - Цезки (Дидо) език
    - Хваршински език
    - Гинухски език

  - Източноцезки езици
    - Бежтински език
    - Гунзибски език
- Лакски език
- Даргински езици
  - Севернодаргински езици
    - Северозападни езици
      - Акушински език
        - включително: Даргински литературен език

      - Мугински език
      - Цудахарски език
      - Гапшиминско-бутрински език

    - Урахински език (кабински, хюркимински)
    - Мюрего-губденски език
    - Кадарски език
    - Муирински език

  - Мегебска група
    - Мегебски език

  - Югозападно-даргинска група
    - Сирхински език
    - Амухско-худуцки език
    - Кункински език
    - Санжи-ицарински език

  - Чирагска група
    - Чирагски език

  - Кайтагска група (Хайдагска)
    - Горнокайтагски език
    - Долнокайтагски език

  - Кубачи-аштинска група
    - Кубачински език
    - Аштински език
- Лезгински езици
  - Арчински езици
    - Арчински език

  - Самурски езици или Нуклеарно Лезгински езици
    - Източносамурски езици
      - Лезгински език
      - Табасарански език
      - Агулски език

    - Западносамурски езици
      - Ритулски език
      - Цахурски език

    - Южносамурски езици
      - Будухски език
      - Кръзки език

  - Удински езици
    - Удински език
    - Агвански език или Кавказо Албански език (още наричан и Староудински език)
- Хиналугски език

## Обща характеристика
Нахско-дагесанските езици притежават богата фонетична система (до 60 съгласни и до 30 гласни в някои езици). За разлика от абхазо-адигейските езици имат силно развита именна система, която включва даже няколко местни падежа.

## Класификация
Нахско-дагестанските езици представляват загадка за лингвистиката. Някои езиковеди (Дяконов и Старостин) намират прилика между древните хуритски и урартски езици и нахско-дагестанските езици. Хуритският език е бил разпространен на територията на Плодородния полумесец през 3 и 2 хилядолетие пр. Хр., а урартският език се е говорил на територията на Източна Турция (около езерото Ван) между 1000 и 500 г. пр. Хр.
В нахско-дагестанския праезик са възстановени много понятия, свързани със земеделието, което предполага връзка с културата на Плодородния полумесец.